# Uganda
Republika Uganda (angleško Republic of Uganda, svahilijsko Jamhuri ya Uganda) je neobalna država v vzhodni Afriki. Na vzhodu meji na Kenijo, na severu na Južni Sudan, na zahodu na Vzhodni Kongo, na jugozahodu na Ruando in na jugu na Tanzanijo. Južni del vključuje znaten del Viktorijinega jezera, ki si ga deli s Kenijo in Tanzanijo. Uganda je na območju afriških Velikih jezer, leži v porečju Nila in ima raznoliko ekvatorialno podnebje. Od leta 2024 ima več kot 49 milijonov prebivalcev, od tega jih 8,5 milijona živi v glavnem in največjem mestu Kampala.
Uganda je dobila ime po kraljestvu Buganda, ki obsega velik del juga, vključno s Kampalo, in katerega jezik luganda je splošno razširjen; uradni jezik je angleščina. Regijo so naseljevale različne etnične skupine, preden so pred približno 3000 leti prispele skupine Bantujcev in Nilotov. Te skupine so ustanovile vplivna kraljestva, kot je cesarstvo Kitara. Prihod arabskih trgovcev v 1830-ih in britanskih raziskovalcev v poznem 19. stoletju je zaznamoval začetek tujega vpliva. Britanci so leta 1894 ustanovili protektorat Uganda, ki je združil različna kraljestva in postavil temelje za prihodnjo politično dinamiko. Uganda se je osamosvojila leta 1962, prvi premier pa je bil Milton Obote. Kriza v Mengu iz leta 1966 je zaznamovala pomemben konflikt s kraljestvom Buganda. Vojaški udar Idi Amina leta 1971 je privedel do brutalnega režima, za katerega so značilni množični poboji in gospodarski upad, vse do njegove strmoglavljenja leta 1979.
Nacionalno odporniško gibanje Yoweri Museveni (NRM) je prevzelo oblast leta 1986 po šestletni gverilski vojni. To je prineslo stabilnost in rast, a avtoritarne prakse in zlorabe človekovih pravic. Odprava omejitev predsedniških mandatov, obtožbe o volilnih goljufijah in represiji so sprožili zaskrbljenost glede demokratične prihodnosti Ugande. Museveni je bil izvoljen za predsednika na splošnih volitvah 2011, 2016 in 2021. Vprašanja človekovih pravic, korupcija in regionalni konflikti, kot sta vpletenost v vojne v Kongu in boj proti Gospodovi odporniški vojski (LRA), še naprej predstavljajo izziv za Ugando. Kljub temu je napredovala na področju izobraževanja in zdravja, izboljšala je pismenost in zmanjšala okužbo z virusom HIV, čeprav izzivi na področju zdravja mater in neenakosti spolov ostajajo. Prihodnost države je odvisna od obravnavanja upravljanja in človekovih pravic, hkrati pa izkorišča svoje naravne in človeške vire za trajnostni razvoj.
Geografsko je Uganda raznolika, z vulkanskimi griči, gorami in jezeri, vključno z Viktorijinim jezerom, drugim največjim sladkovodnim jezerom na svetu. Država ima pomembne naravne vire, vključno z rodovitno kmetijsko zemljo in neizkoriščenimi zalogami nafte, ki prispevajo k njenemu gospodarskemu razvoju. Storitveni sektor prevladuje v gospodarstvu in presega kmetijstvo. Bogata biotska raznovrstnost Ugande z narodnimi parki in rezervati divjih živali privablja turizem, ki je pomemben sektor za gospodarstvo. Uganda je članica Združenih narodov, Afriške unije, G77, Vzhodnoafriške skupnosti in Organizacije za islamsko sodelovanje.

## Zgodovina

### Predkolonialna Uganda
Velik del Ugande so do pred 3000 leti poseljevali kmetje in pastirji, ki so govorili osrednji sudanski in kulijaški jezik, ko so na jug prispeli govorci bantujščine, na severovzhodu pa nilotski govorci. Do leta 1500 našega štetja so bili vsi asimilirani v bantu govoreče kulture južno od gore Elgon, reke Nil in jezera Kyoga. Po ustnem izročilu in arheoloških študijah je cesarstvo Kitara pokrivalo pomemben del območja Velikih jezer, od severnega Albertovega jezera in Kyoga do južnih Viktorijinega jezera in Tanganjiškwga jezera. Kitara velja za predhodnika kraljestev Tooro, Ankole in Busoga. Nekateri Luo so vdrli v Kitaro in se asimilirali s tamkajšnjo družbo Bantujcev, s čimer so ustanovili dinastijo Biito trenutnega Omukame (vladarja) Bunyoro-Kitare.
Arabski trgovci so se preselili v deželo z obale Indijskega oceana v vzhodni Afriki v 1830-ih za trgovino. V poznih 1860-ih se je Bunyoro v srednjem zahodu Ugande znašel v grožnji s severa s strani agentov, ki jih je sponzorirali Egipt. Za razliko od arabskih trgovcev z vzhodnoafriške obale, ki so iskali trgovino, so ti agenti spodbujali tuja osvajanja. Leta 1869 je kediv Ismail paša iz Egipta, ki je želel priključiti ozemlja severno od meja Viktorijinega jezera in vzhodno od Albertovega jezera ter 'južno od Gondokora', poslal britanskega raziskovalca Samuela Bakerja na vojaško ekspedicijo na meje severne Ugande, s ciljem zatreti tamkajšnjo trgovino s sužnji in odpreti pot trgovini in 'civilizaciji'. Banyoro se je uprl Bakerju, ki se je moral boriti v obupni bitki, da bi si zagotovil umik. Baker je na odpor gledal kot na izdajo in je Banyoro obsodil v knjigi (Ismailia – A Narrative Of The Expedition To Central Africa For The Suppression Of Slave Trade, Organised By Ismail, Khadive of Egypt (1874)), ki je bila v Veliki Britaniji zelo brana. Kasneje so Britanci prispeli v Ugando z nagnjenostjo proti kraljestvu Bunyoro in se postavili na stran kraljestva Buganda. To je sčasoma stalo Bunyoro polovico njegovega ozemlja, ki ga je Buganda kot nagrado dobila od Britancev. Dve od številnih izgubljenih okrožij sta bili po osamosvojitvi vrnjeni Bunyoru.
V 1860-ih, ko so Arabci iskali vpliv na severu, so britanski raziskovalci, ki so iskali izvir Nila, prispeli v Ugando. Sledili so jim britanski anglikanski misijonarji, ki so prispeli v kraljestvo Buganda leta 1877 in francoski katoliški misijonarji leta 1879. Ta situacija je povzročila smrt ugandskih mučencev leta 1885 – po spreobrnitvi Muteese I. in velikega dela njegovega dvora ter nasledstvo njegovega protikrščanskega sina Mwange. Britanska vlada je zakupila Imperial British East Africa Company (IBEAC) za pogajanja o trgovinskih sporazumih v regiji od leta 1888.
Od leta 1886 je v Bugandi potekala vrsta verskih vojn, sprva med muslimani in kristjani, nato pa od leta 1890 med ba-Ingleza protestanti in ba-Fransa katoličani, frakcijami, poimenovanimi po imperialnih silah, s katerimi so bile povezane. Zaradi civilnih nemirov in finančnih bremen je IBEAC trdil, da ne more »ohraniti svoje okupacije« v regiji. Britanski komercialni interesi so bili goreči za zaščito trgovske poti reke Nil, zaradi česar je britanska vlada leta 1894 priključila Bugando in sosednja ozemlja, da bi ustvarila Ugandski protektorat.

### Ugandski protektorat (1894–1962)
Protektorat Ugande je bil protektorat Britanskega imperija od leta 1894 do 1962. Leta 1893 je Imperial British East Africa Company prenesla svoje pravice do upravljanja ozemlja, ki ga sestavlja predvsem Kraljevina Buganda, na britansko vlado. IBEAC se je odpovedal nadzoru nad Ugando, potem ko so ga ugandske notranje verske vojne pahnile v bankrot.
Leta 1894 je bil ustanovljen Ugandski protektorat, ozemlje pa je bilo razširjeno preko meja Bugande s podpisom več pogodb z drugimi kraljestvi (Toro leta 1900, Ankole leta 1901 in Bunyoro leta 1933) na območje kar približno ustreza tisti v današnji Ugandi.
Status protektorata je imel bistveno drugačne posledice za Ugando, kot če bi regija postala kolonija kot sosednja Kenija, v kolikor je Uganda ohranila določeno stopnjo samouprave, ki bi bila sicer omejena pod popolno kolonialno upravo.
V 1890-ih je bilo 32.000 delavcev iz Britanske Indije rekrutiranih v Vzhodno Afriko po podjemnih pogodbah za gradnjo ugandske železnice. Večina preživelih Indijcev se je vrnila domov, vendar se jih je 6724 odločilo ostati v Vzhodni Afriki po dokončanju linije. Kasneje so nekateri postali trgovci in prevzeli nadzor nad odzrnjevanjem bombaža in maloprodajo krojaških izdelkov.
Od leta 1900 do 1920 je epidemija spalne bolezni v južnem delu Ugande, ob severni obali Viktorijinega jezera, ubila več kot 250.000 ljudi.
Druga svetovna vojna je spodbudila kolonialno upravo Ugande, da je zaposlila 77.143 vojakov, da bi služili v kraljevih afriških puškah. Videli so jih v akciji v kampanji v zahodni puščavi, kampanji v Abesiniji, bitki za Madagaskar in kampanji v Burmi.

### Osamosvojitev (1962 do 1965)
Uganda se je od Združenega kraljestva osamosvojila 9. oktobra 1962 s kraljico Elizabeto II. kot vodjo države in kraljico Ugande. Oktobra 1963 je Uganda postala republika, vendar je ohranila članstvo v Commonwealthu.
Na prvih volitvah po osamosvojitvi, ki so potekale leta 1962, je zmagalo zavezništvo med Ugandskim ljudskim kongresom (UPC) in Kabaka Yekko (KY). UPC in KY sta oblikovala prvo vlado po osamosvojitvi z Miltonom Obotejem kot izvršnim predsednikom vlade. Buganda, največja pokrajina bivšega protektorata, kot tudi ostale pokrajine, je priznana kot monarhija. Oktobra 1963 je Uganda razglašena za republiko, kralj Bugande Eduard Mutesa II. pa postane predsednik države z večinoma ceremonialno vlogo.

### 1966–1971 (pred državnim udarom)
Leta 1966 je po boju za oblast med vlado, ki jo je vodil Obote, in kraljem Muteeso, Obote suspendiral ustavo in odstavil ceremonialnega predsednika in podpredsednika. Leta 1967 je nova ustava razglasila Ugando za republiko in odpravila tradicionalna kraljestva. Obote je bil razglašen za predsednika.

### 1971 (po državnem udaru) –1979 (konec Aminovega režima)
Po vojaškem udaru 25. januarja 1971 je bil Obote odstavljen z oblasti in general Idi Amin je prevzel nadzor nad državo. Amin je Ugandi vladal kot diktator s podporo vojske naslednjih osem let. Izvajal je množične poboje v državi, da bi ohranil svojo oblast. Ocenjuje se, da je med njegovim režimom umrlo 80.000–500.000 Ugandčanov. Poleg svojih brutalnosti je iz Ugande na silo odstranil podjetniško indijsko manjšino. Junija 1976 so palestinski teroristi ugrabili letalo družbe Air France in ga prisilili, da je pristalo na letališču Entebbe. Sto od 250 potnikov, ki so bili prvotno na krovu, je bilo talcev, dokler jih deset dni kasneje niso rešili izraelski komandosi. Aminova vladavina se je končala po ugandsko-tanzanijski vojni leta 1979, v kateri so tanzanijske sile ob pomoči ugandskih izgnancev vdrle v Ugando.

### 1979–danes
Leta 1980 je izbruhnila ugandska Busheva vojna, zaradi katere je Yoweri Museveni postal predsednik, saj so njegove sile januarja 1986 strmoglavile prejšnji režim.
Dejavnosti političnih strank v Ugandi so bile od tistega leta omejene z ukrepom, ki naj bi bil domnevno namenjen zmanjšanju sektaškega nasilja. V nestrankarskem sistemu »Gibanja«, ki ga je uvedel Museveni, so politične stranke še naprej obstajale, vendar so lahko upravljale le sedež. Niso mogli odpreti izpostav, organizirati shodov ali neposredno kandidirati (čeprav so volilni kandidati lahko pripadali političnim strankam). Ustavni referendum je julija 2005 razveljavil to devetnajstletno prepoved večstrankarske politike.
Leta 1993 je papež Janez Pavel II. med svojim 6-dnevnim pastoralnim potovanjem obiskal Ugando, da bi prebivalce Ugande pozval k iskanju sprave. Med mašnimi slovesnostmi se je poklonil pomorjenim krščanskim mučencem.
Sredi in poznih 1990-ih so Musevenija hvalile zahodne države kot del nove generacije afriških voditeljev.
Njegovo predsedovanje pa sta zaznamovala invazija in okupacija Demokratične republike Kongo med drugo kongoško vojno, kar je povzročilo približno 5,4 milijona smrti od leta 1998, in sodelovanje v drugih konfliktih na območju Velikih jezer v Afriki. Več let se je boril v državljanski vojni proti Gospodovi odporniški vojski, ki je povzročila številne zločine proti človeštvu, vključno s suženjstvom otrok, pokolom v Atiaku in drugimi množičnimi umori. Konflikt v severni Ugandi je ubil na tisoče in razselil milijone.
Parlament je leta 2005 odpravil omejitve predsedniških mandatov, domnevno zato, ker je Museveni uporabil javna sredstva za plačilo 2000 ameriških dolarjev vsakemu poslancu, ki je podprl ukrep. Predsedniške volitve so potekale februarja 2006. Museveni je kandidiral proti več kandidatom, med katerimi je bil najvidnejši Kizza Besigye.
Ugandska volilna komisija je 20. februarja 2011 razglasila sedanjega predsednika Yowerija Kaguto Musevenija za zmagovalnega kandidata na volitvah leta 2011, ki so potekale 18. februarja 2011. Opozicija pa ni bila zadovoljna z rezultati in jih je obsodila kot polne laži in prirejanja . Po uradnih rezultatih je Museveni zmagal z 68 odstotki glasov. To je z lahkoto premagalo njegovega najbližjega tekmeca Besigyeja, ki je bil Musevenijev zdravnik in je novinarjem povedal, da on in njegovi podporniki »popolnoma zavračajo« izid, pa tudi neomajno vladavino Musevenija ali katere koli osebe, ki bi jo lahko imenoval. Besigye je dodal, da bi prirejene volitve zagotovo pripeljale do nelegitimnega vodstva in da morajo Ugandčani to kritično analizirati. Misija Evropske unije za opazovanje volitev je poročala o izboljšavah in pomanjkljivostih ugandskega volilnega procesa: »Volilna kampanja in volilni dan sta potekala na miren način. Vendar so volilni proces zaznamovale administrativne in logistične napake, ki se jim je bilo mogoče izogniti, kar je povzročilo nesprejemljivo število ugandskih državljanov brez volilnih pravic.«
Od avgusta 2012 je haktivistična skupina Anonymous grozila ugandskim uradnikom in vdrla v uradna vladna spletna mesta zaradi svojih protigejevskih zakonov. Nekateri mednarodni donatorji so zagrozili, da bodo zmanjšali finančno pomoč državi, če se bodo protigejevski zakoni nadaljevali.
Kazalci načrta za nasledstvo s strani predsednikovega sina Muhoozija Kainerugabe so povečali napetosti.
Predsednik Yoweri Museveni je državi vladal od leta 1986 in je bil nazadnje ponovno izvoljen na predsedniških volitvah januarja 2021. Po uradnih rezultatih je Museveni zmagal na volitvah z 58 % glasov, popzvezdnik, ki je postal politik, Bobi Wine pa 35 %. Opozicija je izpodbijala rezultat zaradi obtožb o razširjenih goljufijah in nepravilnostih. Drugi protikandidat je bil 24-letni John Katumba.

## Geografija
Uganda leži v jugovzhodni Afriki med 1º S in 4º S zemljepisne širine ter med 30º V in 35º V zemljepisne dolžine. Njena geografija je zelo raznolika, sestavljena iz vulkanskih hribov, gora in jezer. Država leži na povprečni 900 metrih nadmorske višine. Tako vzhodna kot zahodna meja Ugande sta gorati. V gorovju Ruwenzori je najvišji vrh Ugande, ki se imenuje Alexandra in meri 5094 metrov.

### Jezera in reke
Velik del juga države je pod močnim vplivom enega največjih svetovnih jezer, Viktorijinega jezera, ki vsebuje veliko otokov. Najpomembnejša mesta so na jugu, v bližini tega jezera, vključno s prestolnico Kampala in bližnjim mestom Entebbe. Jezero Kyoga je v središču države in je obdano z obsežnimi močvirnimi območji.
Čeprav nima izhoda na morje, Uganda vsebuje veliko velikih jezer. Poleg Viktorijinega in jezera Kyoga so še Albertovo jezero, Edvardovo jezero in manjše Georgeovo jezero. Leži skoraj v celoti v porečju Nila. Viktorijin Nil se iz Viktorijinega jezera izliva v jezero Kyoga in od tam v Albertovo jezero na meji s Kongom. Nato teče proti severu v Južni Sudan. Območje v vzhodni Ugandi odmaka reka Turkwel, del notranjega drenažnega bazena Turkanskega jezera. Skrajni severovzhodni del Ugande se izliva v porečje Lotikipi, ki je predvsem v Keniji.

### Biotska raznovrstnost in ohranjanje
Uganda ima 60 zavarovanih območij, vključno z desetimi narodnimi parki: narodni park Bwindi in narodni park gorovja Ruvenzori (oba Unescova svetovna dediščina), narodni park Kibale, narodni park doline Kidepo, narodni park jezera Mburo, narodni park goril Mgahinga, narodni park Mount Elgon, narodni park Murchisonovi slapovi, narodni park kraljice Elizabete in narodni park Semuliki.
Uganda je dom velikemu številu vrst, vključno s populacijo gorskih goril v narodnem parku Bwindi, gorilami in zlatimi opicami v narodnem parku goril Mgahinga ter povodnimi konji v narodnem parku Murchisonovi slapovi. Nangka je mogoče najti tudi po vsej državi.
Država je imela leta 2019 povprečno oceno indeksa celovitosti gozdne krajine 4,36/10, kar jo je uvrstilo na 128. mesto med 172 državami.
- Velika reka Nil, Uganda
- Zemljevid Ugande po Köppenovi klasifikaciji podnebja
- Samec ugandskega koba poskuša zapeljati samico v narodnem parku kraljice Elizabete
- Nekatera okrožja v Ugandi

### Upravne delitve
Od leta 2022 je Uganda razdeljena na štiri ugandske regije in 136 okrožij. Podeželska območja okrožij so razdeljena na podokraje, župnije in vasi. Občinski in mestni sveti so določeni v mestnih območjih okrajev.
Političnim enotam v Ugandi uradno služi in jih združuje Ugandsko združenje lokalnih vlad (ULGA), prostovoljno in neprofitno telo, ki služi tudi kot forum za podporo in usmerjanje ugandskih podnacionalnih vlad.
Vzporedno z državno upravo je ostalo pet tradicionalnih bantujskih kraljestev, ki uživajo nekatere stopnje predvsem kulturne avtonomije. Kraljestva so Toro, Busoga, Bunyoro, Buganda in Rwenzururu. Poleg tega nekatere skupine poskušajo obnoviti Ankole kot eno izmed uradno priznanih tradicionalnih kraljestev, vendar še neuspešno. Vlada uradno priznava več drugih kraljestev in poglavarjev, vključno z zvezo poglavarjev Alur, vrhovnim poglavarstvom Iteso, vrhovnim poglavarstvom Lango in državo Padhola.
| Regija           | Prebivalstvo (štetje) | Prebivalstvo (štetje) | Prebivalstvo (štetje) | sedež mesto | Okrožje | Površina  | Površina |
| Regija           | 1991                  | 2002                  | 2014                  | sedež mesto | Okrožje | km2       | mi2      |
| ---------------- | --------------------- | --------------------- | --------------------- | ----------- | ------- | --------- | -------- |
| Centralna regija | 4.843.594             | 6.575.425             | 9.529.227             | Kampala     | 24      | 614.032   | 237.079  |
| Zahodna regija   | 4.547.687             | 6.298.075             | 8.874.862             | Mbarara     | 26      | 552.766   | 213.424  |
| Vzhodna regija   | 4.128.469             | 6.204.915             | 9.042.422             | Mbale       | 32      | 39.478,8  | 15.242,8 |
| Severna regija   | 3.151.955             | 5.148.882             | 7.188.139             | Gulu        | 30      | 85.391,7  | 32.969,9 |
| Skupaj           | 16.761.705            | 24.227.297            | 34.634.650            |             | 112     | 241.550,3 | 93.263,1 |

## Demografija
Prebivalstvo Ugande se je z 9,5 milijona ljudi leta 1969 povečalo na 34,9 milijona leta 2014. Glede na zadnje medpopisno obdobje (september 2002) se je število prebivalcev v zadnjih 12 letih povečalo za 10,6 milijona ljudi. Povprečna starost v Ugandi 15 let je najnižja na svetu. Uganda ima peto najvišjo skupno stopnjo rodnosti na svetu s 5,97 rojenih otrok na žensko (ocene iz leta 2014).
V Ugandi je bilo okoli 80.000 Indijcev, preden je leta 1972 Idi Amin zahteval izgon ugandskih Azijcev (večinoma indijskega porekla), kar je zmanjšalo prebivalstvo na vsega 7000. Mnogi Indijci pa so se vrnili v Ugando po Aminovi odstavitvi leta 1979. Približno 90 odstotkov ugandskih Indijcev prebiva v Kampali. V državi živi tudi okoli 10.000 belih Afričanov in 3000 Arabcev.
Po podatkih UNHCR Uganda od avgusta 2021 gosti več kot 1,4 milijona beguncev na svojem ozemlju. Večina prihaja iz sosednjih držav na območju afriških Velikih jezer, zlasti Južnega Sudana (68,0 odstotka) in Demokratične republike Kongo (24,6 %). Avgusta 2021 je Uganda sprejela nekaj beguncev iz Afganistana po talibanskem prevzemu oblasti.

### Jeziki
Svahili, jezik, ki se pogosto uporablja na območju afriških Velikih jezer, je bil odobren kot drugi uradni nacionalni jezik države leta 2005. Angleščina je bila edini uradni jezik do spremembe ustave leta 2005. Čeprav bantujsko govoreče prebivalstvo na jugu in jugozahodu države ni bilo naklonjeno svahiliju, je pomemben lingua franca v severnih regijah. Veliko se uporablja tudi v policijskih in vojaških silah, kar je lahko zgodovinski rezultat nesorazmernega novačenja severnjakov v varnostne sile v kolonialnem obdobju. Status svahilija se tako spreminja s politično skupino na oblasti. Na primer, Idi Amin, ki je prišel s severozahoda, je razglasil svahili za nacionalni jezik.

### Religija
Rimskokatoliška cerkev je imela največ privržencev (39,3 odstotka, manj kot 41,6 leta 2002), sledila ji je Anglikanska cerkev Ugande (32 odstotkov, manj kot 35,9 odstotka). Kategorija evangeličanov/binkoštnikov/ponovno rojenih je pokazala največjo rast, ki se je dvignila s 4,7 % leta 2002 na 11,1 % leta 2018. Adventistične in druge protestantske cerkve so zahtevale večino preostalih kristjanov, čeprav je obstajala tudi majhna vzhodnopravoslavna skupnost. Naslednja vera Ugande, o kateri so poročali, je bil islam, pri čemer muslimani predstavljajo 14 % prebivalstva, medtem ko jih je bilo leta 2002 12,1 %.
Preostanek prebivalstva je po popisu leta 2014 sledil tradicionalnim veram (0,1 odstotka, kar je manj kot 1 % leta 2002), drugim veram (1,4 odstotka) ali ni bil versko opredeljen (0,2 odstotka).

## Gospodarstvo
Banka Ugande je centralna banka Ugande in skrbi za denarno politiko skupaj s tiskanjem ugandskega šilinga.
Leta 2015 je ugandsko gospodarstvo ustvarilo prihodek od izvoza naslednjega blaga: kava (402,63 milijona USD), ponovni izvoz nafte (131,25 milijona USD), navadne kovine in izdelki (120,00 milijona USD), ribe (117,56 milijona USD), koruza (ZDA). 90,97 milijona dolarjev), cement (80,13 milijona dolarjev), tobak (73,13 milijona USD), čaj (69,94 milijona USD), sladkor (66,43 milijona USD), kože (62,71 milijona USD), kakavova zrna (55,67 milijona USD), fižol (53,88 milijona USD), simsim (52,20 milijona USD) , rože (51,44 milijona USD) in drugi izdelki (766,77 USD milijonov).
Država doživlja dosledno gospodarsko rast. V proračunskem letu 2015–16 je Uganda zabeležila rast bruto domačega proizvoda v višini 4,6 odstotka realno in 11,6 odstotka nominalno. To je v primerjavi s 5,0-odstotno realno rastjo v proračunskem letu 2014–2015.
Država ima večinoma neizkoriščene zaloge tako surove nafte kot zemeljskega plina. Medtem ko je kmetijstvo leta 1986 predstavljalo 56 odstotkov gospodarstva s kavo kot glavnim izvozom, ga je zdaj prehitel storitveni sektor, ki je leta 2007 predstavljal 52 odstotkov BDP. V 1950-ih je britanski kolonialni režim spodbudil približno 500.000 samooskrbnih kmetov, da so se pridružili zadrugam. Od leta 1986 si je vlada (s podporo tujih držav in mednarodnih agencij) prizadevala za obnovo gospodarstva, ki je bilo opustošeno med režimom Idi Amina in kasnejšo državljansko vojno.
Leta 2012 je Svetovna banka Ugando še vedno uvrščala na seznam močno zadolženih revnih držav.
Gospodarska rast ni vedno privedla do zmanjšanja revščine. Kljub 2,5-odstotni povprečni letni rasti med letoma 2000 in 2003 se je stopnja revščine v tem času povečala za 3,8 odstotka. To je poudarilo pomen izogibanja rasti brez delovnih mest in je del naraščajočega zavedanja v razvojnih krogih o potrebi po pravični rasti ne samo v Ugandi, temveč v svetu v razvoju.
Z ugandskimi borzami vrednostnih papirjev, ustanovljenimi leta 1996, je bilo kotiranih več delnic. Vlada je borzo uporabila kot pot za privatizacijo. Vse izdaje državne zakladnice kotirajo na borzi vrednostnih papirjev. Uprava za kapitalske trge je licencirala 18 posrednikov, upravljavcev premoženja in investicijskih svetovalcev, vključno z: African Alliance Investment Bank, Baroda Capital Markets Uganda Limited, Crane Financial Services Uganda Limited, Crested Stocks and Securities Limited, Dyer & Blair Investment Bank, Equity Stock Brokers Uganda Limited, Renaissance Capital Investment Bank in UAP Financial Services Limited. Kot eden od načinov povečanja formalnega domačega varčevanja je v središču pozornosti reforma pokojninskega sektorja (2007).
Uganda je glede dostopa do pristanišča Mombasa v Indijskem oceanu tradicionalno odvisna od Kenije. Okrepila so se prizadevanja za vzpostavitev druge dostopne poti do morja prek jezerskih pristanišč Bukasa v Ugandi in Musoma v Tanzaniji, povezanih z železnico do Aruše v notranjosti Tanzanije in do pristanišča Tanga v Indijskem oceanu. Uganda je članica vzhodnoafriške skupnosti in potencialna članica načrtovane vzhodnoafriške federacije.
Uganda ima veliko diasporo, ki prebiva predvsem v Združenih državah in Združenem kraljestvu. Ta diaspora je ogromno prispevala h gospodarski rasti Ugande z nakazili in drugimi naložbami (zlasti nepremičninami). Po podatkih Svetovne banke je Uganda leta 2016 prejela ocenjenih 1,099 milijarde ameriških dolarjev nakazil iz tujine, druga za Kenijo (1,574 milijarde ameriških dolarjev) v vzhodnoafriški skupnosti in sedma v Afriki. Uganda služi tudi kot gospodarsko središče za številne sosednje države, kot so Demokratična republika Kongo, Južni Sudan in Ruanda.

### Industrija
Mednarodni denarni sklad je Ugando uvrstil na 102. mesto med državami sveta po nominalnem bruto domačem proizvodu z BDP 26.349 (milijonov ameriških dolarjev). Svetovna banka je Ugando uvrstila na 99. mesto po nominalnem BDP z BDP 25.891 (milijonov ameriških dolarjev). Na podlagi BDP s pariteto kupne moči je IMF Ugando uvrstil na 86. mesto (91.212 milijonov trenutnih Int$), Svetovna banka pa 90. mesto (79.889 milijonov trenutnih Int$).
Od leta 1990 gospodarstvo v Ugandi raste. Realni bruto domači proizvod (BDP) je v obdobju 1990–2015 rasel povprečno za 6,7 % letno, medtem ko je realni BDP na prebivalca v istem obdobju rasel za 3,3 % letno.

### Turizem
Turizem v Ugandi je osredotočen na ugandsko pokrajino in divje živali. Je glavno gonilo zaposlovanja, naložb in deviznega tečaja, saj je prispevalo 4,9 bilijona ugandskih šilingov (1,88 milijarde ameriških dolarjev ali 1,4 milijarde evrov od avgusta 2013) k ugandskemu BDP v poslovnem letu 2012–2013. Turistični odbor Ugande je odgovoren za vzdrževanje informacij v zvezi s turizmom v Ugandi. Glavne atrakcije so foto safariji po narodnih parkih in rezervatih za divjad. Druge zanimivosti vključujejo gorske gorile, ki jih najdemo v narodnem parku Bwindi (BINP) in narodnem parku goril Mgahinga (MGNP). Uganda ima nekaj najstarejših kulturnih kraljestev v Afriki in ima veliko kulturnih znamenitosti. Uganda je raj za ptiče, ki se ponaša z ogromnim seznamom ptic, ki vključuje več kot 1073 zabeleženih vrst ptic, kar je 4. mesto med vrstami ptic v Afriki in 16. mednarodno. Uganda ima pokrajine, ki segajo od gora Rwenzori z belimi vrhovi do Velikega tektonskega jarka.